# Sira Abenoza i González
Sira Abenoza i González (Igualada, 1980) és una filòsofa catalana, docent i directora de la col·lecció «La Casa dels Clàssics» que recull el llegat de la Col·lecció Bernat Metge de literatura clàssica. És també responsable de l'Institute for Socratic Dialogue, una fundació que impulsa el diàleg socràtic com a eina d'inclusió social i promoció de la justícia. El seu treball es pot veure en els documentals Filosofia a la presó (Premi Seminci al Millor Documental, 2015), sobre el curs de diàleg socràtic que imparteix a les presons catalanes, i In dialogue, que reflecteix una taula de diàleg entre excombatents del conflicte d'Irlanda del Nord.

## Obra publicada
- La RSE ante el espejo. Entre el desencanto, la conciencia de oportunidad y el sentimiento de urgencia.  Sant Cugat del Vallès: ESADE - Institut d'Innovació Social, 2015. ISBN 978-84-606-5633-3.
- Colaboraciones ONG y empresa que transforman la sociedad.  Barcelona: Institut d'Innovació Social - Universitat Ramon Llull, 2015. ISBN 978-84-608-1696-6.[5]